# Jakob Friedrich Heusinger
Jakob Friedrich Heusinger (Wetterau, 11 aprile 1719 – Wolfenbüttel, 27 settembre 1778) è stato un filologo classico tedesco.

## Biografia
Studiò filologia e teologia all'Università di Jena, conseguendo il grado di magister nel 1748. In seguito ricoprì il ruolo di vice-rettore (dal 1750) e rettore (dal 1759) presso il ginnasio di Wolfenbüttel.
Come studioso curò le opere di Cicerone, Cornelio Nepote, Plutarco ecc.

## Opere
- "Codicis M.S. qui Aiacem et Electram Sophoclis continet, brevem descriptionem, et in easdem tragoedias observationum specimen", 1745.
- "De Quatuor Evangeliorum Codice Graeco quem antiqua manu in membrana scriptum Guelferbytana bibliotheca servat", 1752.
- "Programma de Nepote Cornelio bene merendi aliquot subsidia Bibliothecae Guelpherbytanae indicans", 1759.[3]
- "Fragmenta Cornelii Nepotis Guelpherbytana a censoria Lipsiensis critici virgula vindicate", 1760.
- "Fl. Mallii Theodori De metris liber", 1766.
- "M. Tullii Ciceronis De officiis libri tres", 1783; con Johann Michael Heusinger, Konrad Heusinger.[2]